# Ужас с холмов
«Ужас с холмов» (англ. The Horror from the Hills) — повесть американского писателя Фрэнка Белнэпа Лонга. Впервые была опубликована в журнале «Weird Tales» за февраль и март 1931 года. Повесть вошла в сборник «Arkham House» в 1963 году, вышедший тиражом 1997 экземпляров. Повесь является частью «Мифов Ктулху». В ней появляется Чаугнар Фаугн. Также в повести появляется персонаж, представляющий самого Лавкрафта.

## Сюжет

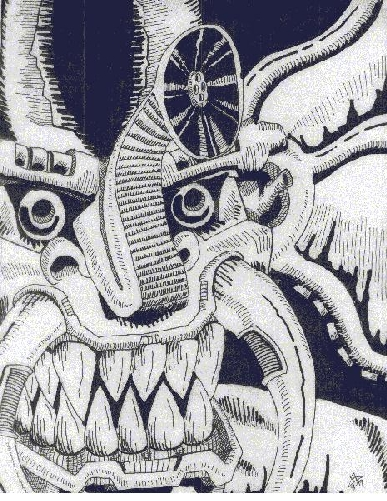
Чаугнар Фаугн

Алджернон Харрис, куратор манхэттенского музея изящных искусств отправляет археологов в самые опасные уголки мира. Однажды, Кларк Ульман, возвращается с идолом в форме жидкого вида слона (на сколько в нем можно было узнать какие либо черты). Двое его помощников были жутко изуродованы и рассказали о преследованиях со стороны тайного культа нечеловеческих прислужников Чаугнар Фаугна, — бога-слона. Это божество подвергло их нечеловеческим пыткам и питалось их кровью. Ульман говорит об исполнении древнего пророчества. Почитатели Чаугнар Фаугна верят, что это невероятно древняя сущность, которая явилась на Землю миллионы лет назад и обитающая в недоступных пещерах в Пиренеях. Ему справляли ритуалы жертвоприношения выведенные им гибриды рептилий Мири Нигри и жители Помпело, пока римляне не истребили их. Тогда Чаугнар Фаугн уничтожил Помпело и отправился в Азию, где его обнаружили археологи.
Ульман уверяет Алджернона, что Чаугнар Фаугн приказал ему передать цивилизации идол и наложил на него «таинство», которое убьет его, если он попытается избавиться от идола. Ульман твердит о теориях посещения Земли инопланетянами задолго до появления первой органической жизни. Он показывает в качестве доказательства свое изуродованное лицо. В разгар спора Ульман теряет сознание и умирает. Алджернон видит, что его лицо преобразилось и имеет слоновий хобот, а уши стали огромными, — что вряд ли можно объяснить болезнью или пластической хирургией.
После идол был выставлен на обозрение в музее. Сколлард, президент музея, обнаруживает обескровленный труп охранника мистера Синни. У идола на хоботе остались капли крови. После в музей хлынули посетители. Один из них, начальник китайской прачечной, дал журналистам интервью, что специально явился в музей, чтобы быть съеденным Чаугнар Фаугном. Посетители заметили, что поза идола изменилась со вчерашнего дня. В то же время газеты сообщили о резне в Пиренеях, в результате которой были обезглавлены 14 крестьян, вокруг которых остались гигантские следы.
На помощь прибывает мистик, Роджер Литтл, который уже сталкивался с этим мифическим явлением. Однажды, ему приснилось как это божество уничтожило Помпело. Троица исследователей изучает оккультную литературу в квартире Роджерса, вместе Алджерноном и Имбертом. Им звонят из музея и сообщают, что Чаугнар Фаугн покинул здание, и теперь бродит по улицам Манхэттена. Роджер Литтл демонстрирует свое изобретение, — антиэнтропийный луч. Машина неописуемо сложна и производит неясные эффекты. Алджернон увидел как жуткое лицо появилось в кружащихся частицах, когда луч выстрелил в стену, после чего она рассыпалась. Литтл объясняет, что луч меняет энтропию и отправляет все, на что попадает, «назад во времени». В теории луч способен вернуть Чаугнар Фаугна в его первоначальную форму, до того как он пришел на Землю. Имберт считает машину уловкой, что гипнотизирует зрителей.
На следующий день Чаугнар Фаугн покалечил 5 человек. Полицейские отчеты приводят троицу на побережье Нью-Джерси. Ученые подсчитали, что лучу потребуется 10–15 минут, чтобы подействовать на него. Чаугнар Фаугн молниеносно набросился на них, но его ноги застряли в прибрежной трясине. Луч причиняет ему серьезный ущерб, от чего он издает ужасный рев. Чаугнар Фаугн де-эволюционирует прямо у них на глазах и начинает развоплощаться. После череды трансформаций он снова превращается в мантию светящейся слизи и исчезает в расширяющимся пятне в воздухе. На миг Чаугнар Фаугн снова появляется и пытается схватить троицу, но исчезает, когда наступает рассвет.

## Вдохновение
Фрэнк Белнэп Лонг описывает в произведении сон мистика, — его текст дословно взят из письма Лавкрафта в ноябре 1927 года некоему Бернарду Дуайеру, в котором он описал свой сон о Хэллоуине.
Лавкрафт описывает сон о разрушении Помпело в своем незавершенном рассказе «Очень старый народ»» (1927).
Чаугнар Фаугн упоминается в рассказе «Когда Чаугнар Фаугн просыпается» (1932) Лонга и рассказе «Ужас в музее» (1932) Лавкрафта.
Роберт Блох в рассказе «Смерть — это слон» (1936) пишет, что Раджа Джадхора выяснил, что Чаугнар Фаугн — это то же самое существо, что и индуистский бог Ганеша, а также похож на доисторическую форму Тсатхоггуа (Смита).

## Персонажи
- Чаугнар Фаугн (англ. Chaugnar Faugn) — слоноподобный гуманоид-вампир, сочетающий черты осьминога, рептилии и человека, объединив их самым отвратительным образом. Его длинный гибкий хоботок заканчивается присоской с дискообразным ртом, похожим на миногу, которым он высасывает кровь своих жертв. Невероятно древнее существо. Носит титулы: «Поедающий», «Ужас с холмов», «Бог-Слон».

Слова не могут адекватно передать всю омерзительность этой твари. У него был хобот, огромные неровные уши, а из углов рта торчали два огромных клыка. Но это был не слон. Действительно, его сходство с реальным слоном было в лучшем случае случайным и поверхностным, несмотря на некоторые безошибочно сходные черты. Уши были перепончатыми и снабжены щупальцами, туловище оканчивалось огромным расширяющимся диском рта с диаметром не менее фута, а бивни, переплетавшиеся и сцеплявшиеся у основания статуи, были прозрачные, как горный хрусталь.
Чаугнар Фаугн ходит на двух ногах, они короткие и толстые, а его руки с человеческими кистями. У него плотное туловище с широкими плечами и огромным выпирающим животом. Огромные уши прошиты перепонками, а из них торчат мерзкие отростки щупальца. Из пасти торчат переплетающиеся полупрозрачные клыки, похожие на хрусталь. Его тело состоит из неизвестного материала, который не является ни органическим, ни минеральным, — это позволяет ему превращаться в каменную статую и очень быстро передвигаться, а также менять размер тела по желанию. Его тело и следы излучают фосфоресцирующее свечение. Чаугнар Фаугн калечит своих жертв до неузнаваемости, а те, чьей кровью он питаются, постепенно претерпевают трансформацию: их черты лица деформируются, нос и уши становятся гротескно удлиненными, и ментальная связь развивается до такой степени, что Чаугнар Фаугн может телепатически убить их силой особого «таинства». Время от времени ему необходимо пить кровь и тогда он выходит на охоту. В остальное время он спокойный как Будда и загадочный как Сфинкс. Но не следует обманываться этим ибо страшная участь ожидает безумца, который посмеет потревожить его безмятежность. Культ Чаугнара Фаугна находится на Плато Тсанг (англ. Tsang), где ему поклоняются безликие желтые существа. Последователи Чаугнар Фаугна верят, что создал Вселенную, отделив её от себя, и однажды ему суждено поглотить свое творение снова.
Чаугнар Фаугн пришел из Иного измерения на Землю более двух миллиардов лет назад. Тогда он имел другую форму, но пребывание на Земле на протяжении эпох изменило его облик на тот, в котором он находится в данный момент. В рассказе «Когда Чаугнар Фаугн просыпается» говорится, что в Ином мире он обитал внутри светящегося конуса на краю вулканического кратера и имел другую форму: с вязкими руками, которые хватали издали его жертв, пока те спали. Его истинная форма непостижима для людей, учитывая его «гиперпространственную» природу. Невероятная древность позволяет ему в течение нескольких минут противостоять лучу энтропической машины Роджера Литтла, что перемещает его «назад во времени». В итоге он превратился в мантию светящейся слизи, но он не умирает, а лишь возвращается в свое родное измерение. 
- Братья Чаугнар Фаугна (англ. Brothers of Chaugnar Faugn) — на самом деле являются разрозненными частями тела самого Чаугнар Фаугна, которые действуют как личности, но связаны таким образом, что трехмерные существа не могут увидеть. Несмотря на это, они действуют и мыслят как разные существа, и могут говорить с Чаугнар Фаугном путем «переноса мысли», и даже не соглашаться с ним. Как выразился Кларк Ульман, «их мысли являются мыслями Чаугнар Фаугна».
- Мири Нигри (англ. Miri Nigri) — гибриды земноводных и прислужники Чаугнар Фаугна. Прибыв на землю миллиарды лет назад, он создал жутких существ на основе примитивных земноводных, которые доминировали на планете. Мири Нигри спаривались с древними людьми, создавая гибриды, которые в конечном итоге вывели племя ужасных людей Чо-Чо. Дважды в год они спускаются с холмов, чтобы похитить молодых мужчин и женщин, кровью которых питается их владыка.
- Алджернон Харрис (англ. Algernon Harris) — молодой куратор манхэттенского музея изящных искусств в секции археологии.
- Кларк Ульман (англ. Clark Ulman) — археолог, который приводит в музей Чаугнар Фаугна.
- Роджер Литтл (англ. Roger Little) — оккультный детектив и изобретатель на пенсии.
- Генри К. Имберт, (англ. Henry C. Imbert) — этнолог и друг Алджернона Харриса, который настроен гораздо более скептически, чем он.
- Чунг Га (англ. Chung Ga) — верховный жрец культа Чаугнар Фаугна на плато Тсанг.
- Генри Вейгал (англ. Henry Weigal) — коронер, осматривающий тело Кларка Ульмана после его смерти.
- Джордж Фрэнсис Сколлард (англ. George Francis Scollard) — президент Манхэттенского музея изящных искусств.
- Цинни (англ. Cinney) — сторож музея, убитый Чаугнар Фаугном.
- Джим Уильямс (англ. Jim Williams) — сотрудник музея, нашедший обескровленное тело Синни.
- Сотрудник музея (англ. Museum attendant) — рассказал Харрису и Сколларду о смерти Синни.
- Сержант полиции (англ. Police sergeant) — расследовал смерть Цинни.
- Се Хо (англ. Hsieh Ho) — владелец прачечной недалеко от музея, которому снится сон, предсказывающий возвращение Чаугнар Фаугна.